# Ambite
Ambite település Spanyolországban, Madrid tartományban. Ambite Olmeda de las Fuentes, Pezuela de las Torres, Fuentenovilla, Mondéjar, Orusco de Tajuña és Villar del Olmo községekkel határos. Lakosainak száma 697 fő (2024).

## Népesség
A település lakosságának változását az alábbi diagram mutatja:
| Lakosok száma | 302  | 354  | 467  | 557  | 591  | 607  | 677  | 592  | 648  | 697  |
|               | 2001 | 2004 | 2007 | 2009 | 2012 | 2014 | 2017 | 2019 | 2022 | 2024 |